# Aeonium praegeri
Aeonium praegeri är en fetbladsväxtart som beskrevs av Kunkel. Aeonium praegeri ingår i släktet Aeonium och familjen fetbladsväxter. Inga underarter finns listade i Catalogue of Life.